# Slaraffenland (musikgruppe)
Slaraffenland er en dansk musikgruppe, dannet i København i 2002 af Christian Taagehøj, Mike Taagehøj, Bjørn Heebøll, Niklas Antonsson og Jeppe Skjold. Gruppen har udgivet to albums samt en række EP'er og arbejder for tiden på deres tredje album We're on Your Side, som udsendes 7. september 2009.  De har bl.a. optrådt på SXSW-festivalen i Texas og sammen med Efterklang under navnet Slaraffenklang.

## Diskografi
- Slaraffenland (2004)
- Jinkatawa EP (2005)
- Private Cinema (Rumraket, 2007)
- Sunshine EP((Rumraket, 2008)
- Meet and Greet (download, Rumraket, 2009)